# Siderastrea

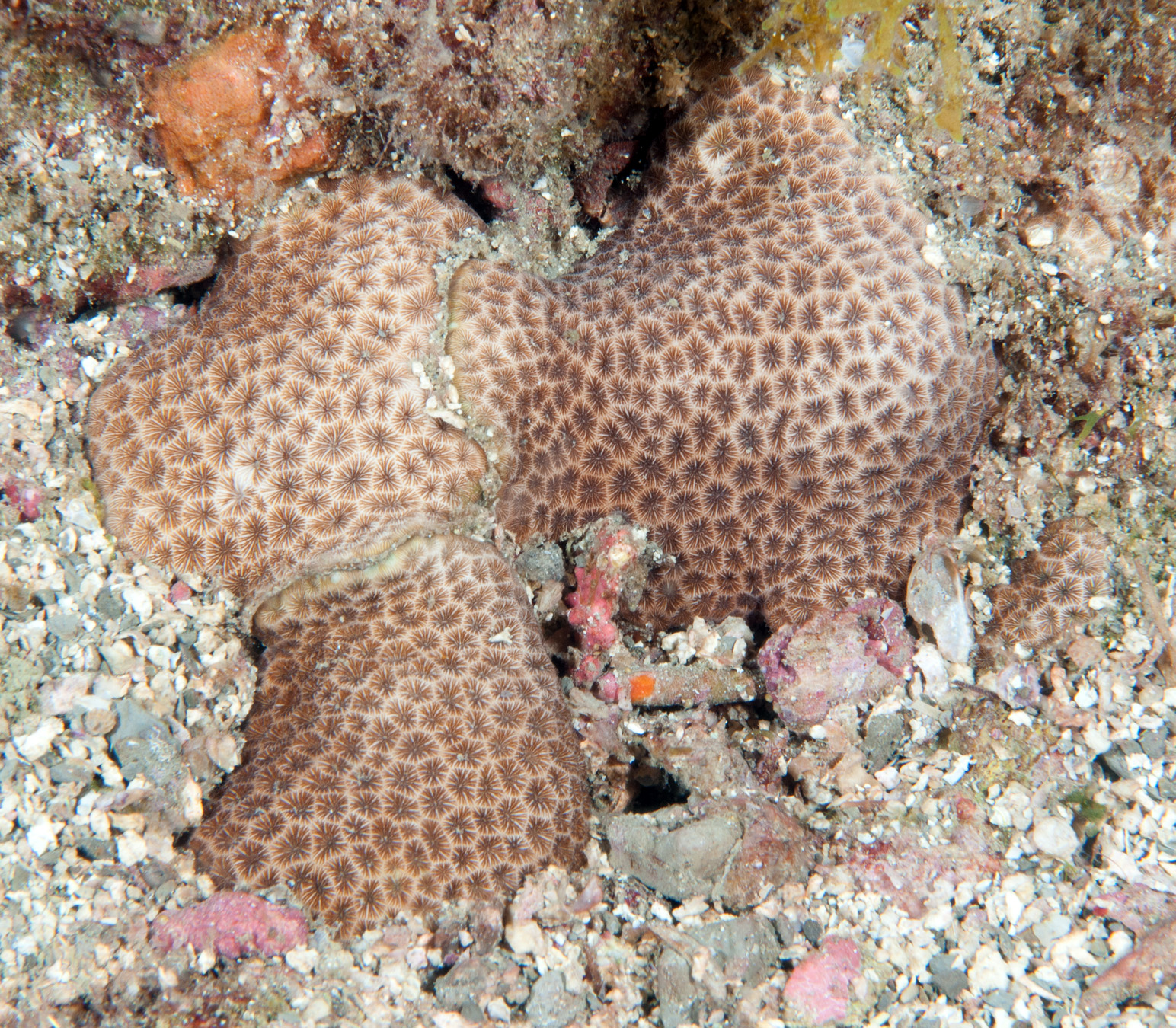
Siderastrea radians en el Santuario Nacional Marino de Flower Garden, EE. UU.

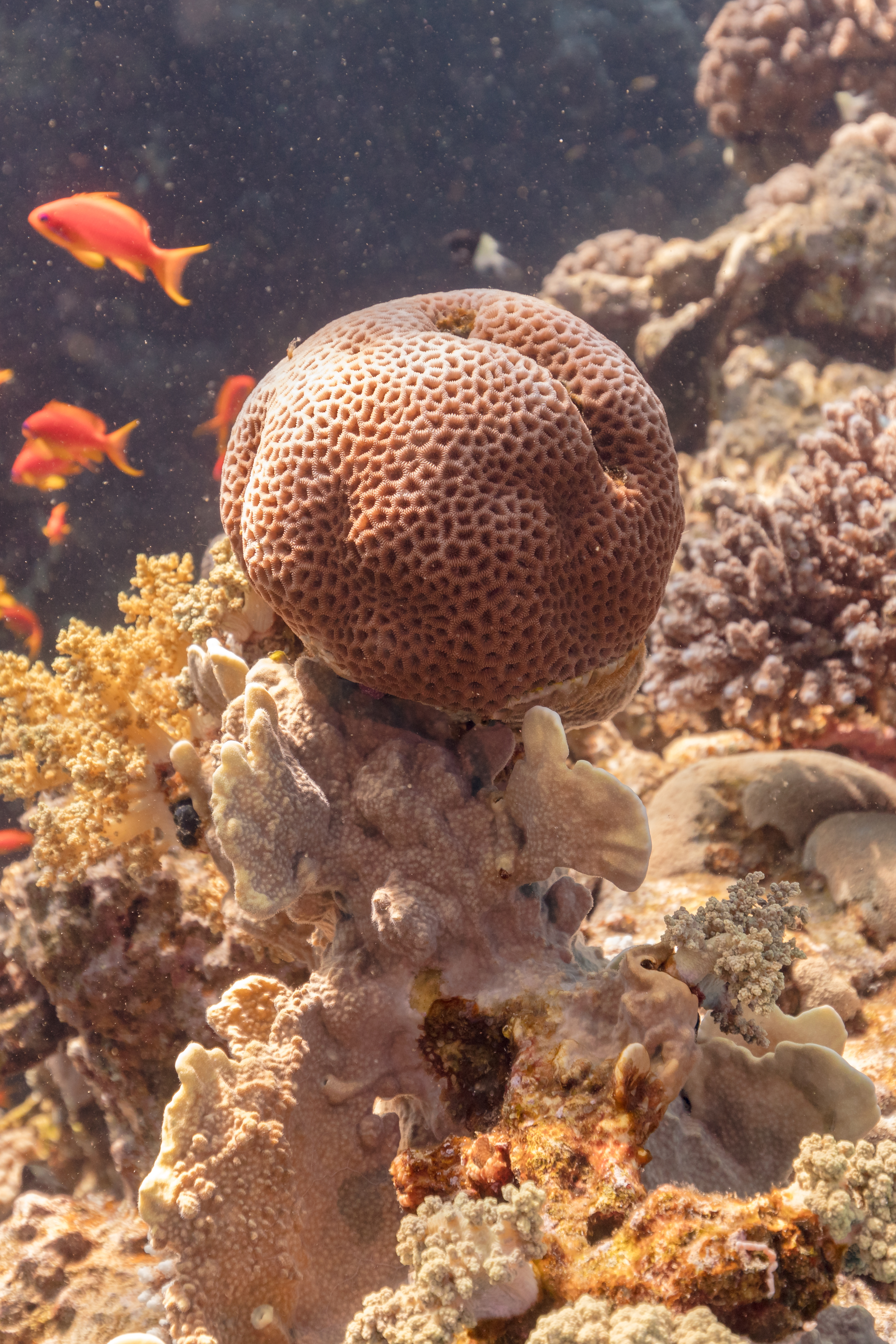
Siderastrea savignyana en el mar Rojo.

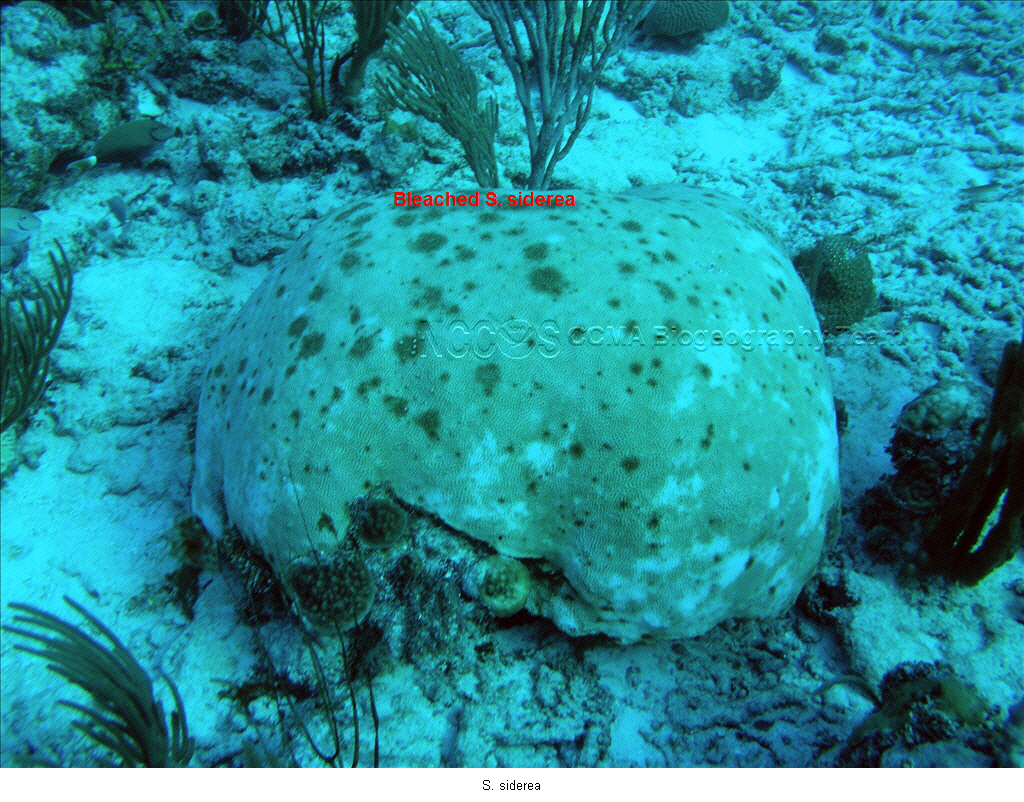
Siderastrea siderea, afectada parcialmente por blanqueo producido por la subida de temperatura del agua

Siderastrea es un género de corales marinos que pertenecen al orden Scleractinia, de la clase Anthozoa. 
Cada cabeza de coral está formada por una colonia de pólipos genéticamente idénticos, que secretan un esqueleto de carbonato de calcio, lo que los convierte en importantes constructores de arrecifes de coral, como los demás corales hermatípicos del orden Scleractinia.

## Especies
El Registro Mundial de Especies Marinas, acepta actualmente las siguientes especies; de las que la UICN establece los correspondientes estados de conservación:
- Siderastrea radians. (Pallas, 1766). Estado: Preocupación menor.
- Siderastrea savignyana. Milne Edwards & Haime, 1850. Estado: Preocupación menor.
- Siderastrea siderea. Ellis & Solander, 1768. Estado: Preocupación menor.
- Siderastrea stellata Verrill, 1868. estedo: Datos deficientes.

## Morfología
Las estructuras esqueléticas de la colonia tienen normalmente formas masivas, en ocasiones ramificadas o incrustantes. Los coralitos están dispuestos de forma cerioide, con cálices poligonales y sus muros fusionados, y se forman en modo extratentacular. Los septa no están unidos.

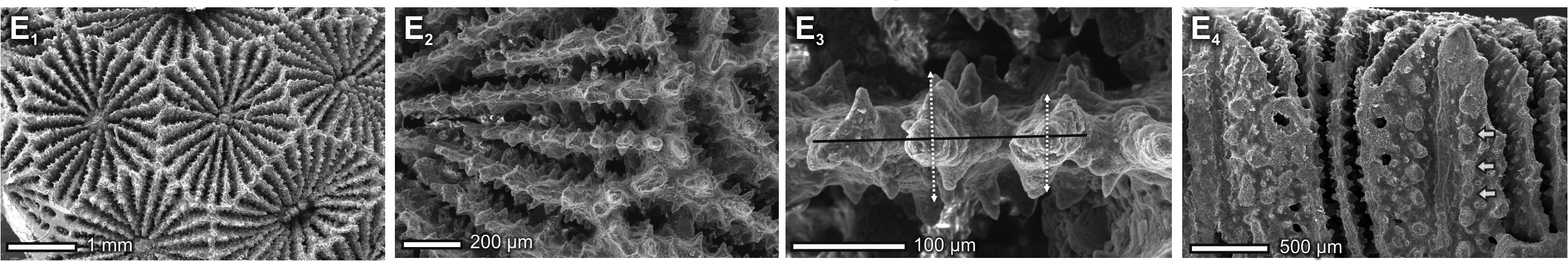
Disposición de los coralitos y estructura de los septos de Siderastrea savignyana

## Hábitat y distribución
Especies asociadas a arrecifes, suelen habitar aguas soleadas, frecuentemente en zonas expuestas a la marea, en sustratos rocosos, de escombros o arenosos, así como en lechos de algas. Son conocidos por su gran resistencia a las inclemencias, soportando sobre su superficie sedimentos que sofocarían a la mayoría de los corales. Para ello, secretan un consistente mucus que les recubre, expulsándolo luego junto al sedimento y restos orgánicos adheridos, librándole así de posibles infecciones y permitiéndole que la necesaria luz ilumine a sus pólipos.
Su rango de profundidad es entre 0.5 y 305 metros, y en un rango de temperatura de 19.81 a 28.81 °C.
Sus especies están ampliamente distribuidas en aguas tropicales del océano Atlántico y del Indo-Pacífico, siendo comunes localmente en parte de su rango de distribución. Tanto en ambas costas del Atlántico, como en el Indo-Pacífico, desde la costa oriental africana y el mar Rojo hasta las Fiyi.

## Alimentación
Los pólipos contienen algas simbióticas; mutualistas (ambos organismos se benefician de la relación) llamadas zooxantelas. Las algas realizan la fotosíntesis produciendo oxígeno y azúcares, que son aprovechados por los pólipos, y se alimentan de los catabolitos del coral (especialmente fósforo y nitrógeno). Esto les proporciona entre el 75 y el 95% de sus necesidades alimenticias. El resto lo obtienen atrapando plancton microscópico con sus tentáculos y materia orgánica disuelta en el agua.